# Wałentyn Mankin
Wałentyn Hryhorowycz Mankin (ukr. Валентин Григорович  Манкін, ur. 19 sierpnia 1938 w Białokurowiczach, zm. 1 czerwca 2014 w Viareggio) – ukraiński żeglarz sportowy, reprezentant Związku Radzieckiego. Czterokrotny medalista olimpijski.
W 1968 został mistrzem olimpijskim w Finnie, kolejne medale zdobywał już w łódkach załogowych. W 1972 i 1976 pływał w klasie Tempest, za pierwszym razem sięgając po złoto, za drugim zdobywając srebro. W 1980, w wieku 41 lat, zwyciężył w Starze. W 1988 wyemigrował do Włoch.

## Starty olimpijskie (medale)
Meksyk 1968
- Finn –  złoto

Monachium 1972
- Tempest –  złoto

Montreal 1976
- Tempest –  srebro

Moskwa 1980
- Star –  złoto